# Illinois State University
Illinois State University (ISU), grundat 1857, är det äldsta statliga universitetet i Illinois. Det ligger i staden Normal, Illinois, USA.  

## Historik
ISU grundades som en träningsskola för lärare 1857

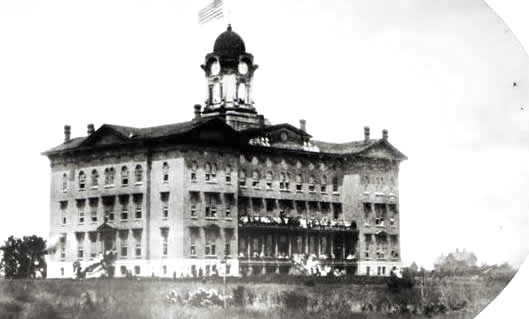
Old Main, c. 1860

1964 ändrades namnet till Illinois State University at Normal och 1968 till Illinois State University.

## Antalet studenter
Hösten 2011 var antalet studenter 20 762.

## Studentliv
Universitetet har två studenttidningar The Daily Vidette och The Indy. Dessutom äger ISU även en radiostation  WGLT ("News, Blues and All That Jazz"). TV-10 ger lokala TV-nyheter för hela Bloomington-Normal-regionen. 

## Presidenter
- Charles E. Hovey (1857–1862)
- Richard Edwards (1862–1876)
- Edwin C. Hewett (1876–1890)
- John W. Cook (1890–1899)
- Arnold Tompkins (1899–1900)
- David Felmley (1900–1930)
- Harry A. Brown (1930–1933)
- Raymond W. Fairchild (1933–1955)
- Robert G. Bone (1956–1967)
- Samuel J. Braden (1967–1970)
- David K Berlo (1971–1973)
- Gene Budig (1973–1977)
- Lloyd Watkins (1977–1988)
- Thomas Wallace (1988–1995)
- David Strand (1995–1999)
- Victor Boschini Jr. (1999–2003)
- Al Bowman (2004 – present)